# Sophus Bauditz
Sophus Gustav Bauditz (født 23. oktober 1850 i Aarhus, død 16. august 1915 i København) var en dansk skolemand, forfatter og dramatiker.
Han var søn af oberst i dragonerne Peter Gustav Bauditz (død 1877) og Cornelia Anine Magdalene født Clementsen. Bauditz blev 1869 student og tog 1875 juridisk embedseksamen, 1. januar 1881 blev han ansat som bestyrer af det Kongelige Teaters elevskole, blev 1884 bibliotekar ved det Moltke-Bregentvedske bibliothek og blev medlem af kommissionen for Afholdelse af almindelig Forberedelseseksamen. Som skolemand gjorde han karriere som skoledirektør i København, og han opnåede ærestitlen professor.
Hans debut som forfatter fandt sted 1873 med Ved Søen og i Skoven, hvorefter fulgte Himmelbjærget, Blade af Otto Langes Ungdomsliv (1876), Arabesker (1877), Under aaben Himmel (1882), Klokkestøberen og andre Noveller (1886) og Novelletter (1887). Især i de seneste af disse samlinger har Bauditz tilegnet sig en smuk kompositionskunst, og både i dem og de tidligere arbejder får fremstillingen en tiltalende friskhed fra det førstehånds-bekendtskab med naturen, forfatteren har erhvervet sig under et kraftigt sportsliv på sejladsens og jagtens områder.
Senere fulgte Krøniker fra Garnisionsbyen (1892) hvor han skildrer sin opvækst i Aarhus.
Popularitet fik han gennem bøgerne Historier fra Skovriddergaarden (1889), Hjortholm (1896) og Komedie paa Kronborg (1903). Derudover stammer Fortællinger fra 1906.
På det kongelige Teater har Bauditz fået opført enaktsskuespillet Mands Mod 1879, lystspillet I Mester Sebalds Have (med musik af Peter Erasmus Lange-Müller) 1880 og operaen I Møllen (musik af Axel Grandjean) 1885; desuden har han oversat forskellige operatekster for teatret (bl.a. Arrigo Boitos Mefistofeles), ligesom han har omplantet to rækker af den italienske forfatter Edmondo de Amicis soldaterhistorier på dansk.
Sophus Bauditz' skuespil findes bevaret i Dramatisk Bibliotek på Det Kongelige Bibliotek.
Fra januar 1878 indtil bladets ophør i 1882 skrev Bauditz de litterære anmeldelser i Fædrelandet.
I 1880 blev han gift med Emilie (Emmy) Ida Jeanine Augustinus, født 15. februar 1860, datter af fabriksejer i København Ludvig Augustinus.
Han var Ridder af Dannebrog og Dannebrogsmand.
Han er begravet på Vestre Kirkegård.
Flere veje i Danmark er opkaldt efter Bauditz: I Lyngby, Gentofte, Odense og Åbyhøj.